# Died
Singles de Alice in Chains
Over Now Get Born Again
Died est une chanson du groupe de rock américain Alice in Chains et qui apparaît sur la compilation Music Bank sorti en 1999. L'auteur de la chanson est le chanteur Layne Staley et la musique a été composée par le guitariste Jerry Cantrell.
La chanson est apparue plus tard sur la compilation The Essential Alice in Chains sorti en 2006. "Died" est, avec le titre Get Born Again, la dernière chanson enregistrée avec le chanteur Layne Staley, qui va succomber à une overdose en avril 2002. Elle n'a jamais été jouée en live.

## Paroles et musique
Les paroles de la chanson écrite par Staley sont émotives, parce qu'il exprime le désir et l'abandon. La chanson fait référence tout au long du titre à l'ex-fiancée de Staley : Demri Lara Parrott, décédée en 1996 d'une endocardite infectieuse,. La mort de Parrott a entraîné le renoncement total de Staley à lutter contre la dépendance à l'héroïne et a approfondi la dépression du chanteur.
La chanson commence par un riff de guitare lourd et mélodique qui se répète plusieurs fois tout au long de la chanson. Dans le chœur, la chanson ralentit et comme pour le riff principal, ce chœur se répète plusieurs fois tout au long de la chanson.

## Contexte et enregistrement
La musique a été composée en 1998 par le guitariste Jerry Cantrell ainsi que la chanson Get Born Again, ces deux titres ont été écrits pour l'album solo Degradation Trip.
Les paroles ont été écrites entre septembre et octobre 1998 et les chansons ont été enregistrées sous le nom d'Alice in Chains,. Les enregistrements ont eu lieu au London Bridge Studio à Seattle. C'était les dernières sessions d'enregistrement avec Staley.
L'état de santé du chanteur pendant les enregistrements était très préoccupant. Le producteur Dave Jerden, qui a été initialement choisi par le groupe pour la production, a déclaré que Staley pesait 36 kilos et qu'il était blanc comme un fantôme.

## Réception
Même si elle n'est pas aussi connue que Get Born Again, le fait qu'elle soit l'une des deux dernières chansons enregistrées avec Staley avant sa mort en 2002 fait qu'elle est devenue l'une des chansons les plus mémorables du groupe et du grunge en général.

## Personnel
- Layne Staley - Chants
- Jerry Cantrell - guitare lead et rythmique
- Mike Inez – basse
- Sean Kinney – batterie,    Percussions